# Ксипамід
Ксипамід (англ. Xipamide, лат. Xipamidum) — синтетичний препарат, що належить до групи діуретиків, і за хімічним складом належить до похідних хлорбензаміду. За принципом фармакологічної дії ксипамід належить до групи тіазидоподібних сульфонамідних діуретиків. Ксипамід розроблений у Німеччині, проте подальший маркетинг препарату проводить американська фірма «Eli Lilly» під торговельними назвами «Аквафор» і «Аквафорил».

## Фармакологічні властивості
Ксипамід — синтетичний препарат, що є похідним хлорбензаміду та належить до групи тіазидоподібних діуретиків. Механізм дії препарату дещо відрізняється від механізму дії інших діуретиків, та полягає у пригніченні реабсорбції іонів натрію та хлору, а також води, у початковому відділі дистальних канальців нирок із перитубулярної сторони, що початково призводить до виведення натрію та хлору, а пізніше до поліурії за рахунок осмотично зв'язаної води. Застосування ксипаміду також призводить до збільшення виведення бікарбонатів, іонів калію, кальцію та магнію, а також до затримки в організмі сечової кислоти. Ефективність ксипаміду не залежить від стану клубочкової фільтрації та канальцевої секреції, і він особливо ефективний у хворих із резистентним набряковим синдромом та навіть важкою нирковою недостатністю. Ксипамід має також антигіпертензивний ефект, що пов'язаний зі зменшенням об'єму позаклітинної рідини при застосуванні препарату, і , як наслідок цього — зі зниженням загального судинного опору. Іншим механізмом антигіпертензивного ефекту ксипаміду вважається зниження кількості іонів натрію в стінках судин, що призводить до зниження її чутливості, і внаслідок цього — до вазоконстрикції. При застосуванні ксипаміду виведення іонів натрію та хлору проходить переважно через 12—24 години після прийому препарату, тому при його застосуванні не спостерігається синдрому рикошету.

### Фармакокінетика
Ксипамід швидко і повністю всмоктується після перорального застосування, біодоступність препарату складає 73 %. Максимальна концентрація препарату в крові досягається протягом 1 години, а початок сечогінного ефекту спостерігається за 1—2 години після прийому препарату, максимальний ефект препарату спостерігається за 3—6 годин після його застосування. Тривалість дії препарату становить у середньому 12 годин. Ксипамід практично повністю (на 99 %) зв'язується з білками плазми крові. Метаболізується препарат у печінці із утворенням неактивних метаболітів. Виводиться препарат із організму переважно із сечею, частково виводиться з калом. Період напіввиведення ксипаміду становить 7 годин, у хворих із нирковою недостатністю цей час зростає до 9 годин, а у хворих із порушенням функції печінки цей час не змінюється.

## Показання до застосування
Ксипамід застосовується при артеріальній гіпертензії, а також набряковому синдромі, спричиненому серцевою, печінковою та нирковою недостатністю.

## Побічна дія
При застосуванні ксипаміду у рекомендованих терапевтичних дозах побічні ефекти спостерігаються рідше, ніж при застосуванні інших сечогінних препаратів. Нечасто при застосуванні ксипаміду можуть спостерігатися наступні побічні ефекти:
- З боку шкірних покривів та алергічні реакції — рідко фотодерматоз, еритема або свербіж шкіри, гіпергідроз, анафілактичний шок, кропив'янка.
- З боку нервової системи — головний біль, запаморочення, підвищена втомлюваність, незначні порушення зору, при наявності у хворих міопії може спостерігатися її посилення.
- З боку травної системи — сухість у роті, запор, спастичний біль у животі, гострий панкреатит, гострий холецистит, жовтяниця.
- З боку серцево-судинної системи — артеріальна гіпотензія, тахікардія, зміни на ЕКГ при гіпокаліємії, підвищення ризику тромбозу та емболії.
- Зміни в лабораторних аналізах — тромбоцитопенія, апластична анемія, лейкопенія, агранулоцитоз, підвищення рівня креатиніну та сечовини в крові, підвищення рівня сечової кислоти в крові, гіпомагніємія, гіпонатріємія, гіпокаліємія, гіперглікемія.

## Протипокази
Ксипамід протипоказаний при підвищеній чутливості до препарату та інших похідних сульфонаміду, при важкій нирковій недостатності та печінковій недостатності, вираженій гіпокаліємії, гіперкальціємії, гіповолемії, важких формах подагри та цукрового діабету, нелікованому гіпотиреозі, у період вагітності та годування грудьми, а також у дитячому віці.

## Форми випуску
Ксипамід випускається у вигляді таблеток по 0,01; 0,02 та 0,04 г.

## Заборона використання у спортсменів
Хоча ксипамід безпосередньо не є препаратом, який може використовуватися як допінг для покращення спортивних результатів, він, як і інші сечогінні препарати, заборонений для використання спортсменами згідно рішення Всесвітнього антидопінгового агентства як засіб, що сприяє приховуванню вживання допінгу, і виявлення ксипаміду в організмі спортсменів під час змагань може служити причиною їх дискваліфікації. Найвідомішим випадком дискваліфікації за вживання ксипаміду була дискваліфікація люксембурзького велосипедиста Френка Шлека на Тур де Франс у 2012 році.